# Zsa Zsa Padilla
Zsa Zsa Padilla (née Esperanza Perez Padilla, le 28 mai 1964 à Manille), est une  chanteuse et une actrice philippine.